# Inglés texano
El inglés texano es un dialecto del inglés hablado en Texas. Es un subdialecto del inglés americano del sur y comparte características con otros dialectos del inglés en el Sur de Estados Unidos como el inglés ozark.
Como dice un extenso estudio, en el nivel más básico, el típico acento tejano es un "acento sureño con un giro". El "giro" se refiere a las características principales del sur inferior y superior que entran en contacto entre sí, así como algunas influencias notables derivadas de una población de habla hispana temprana e inmigrantes alemanes.

## Léxico
- Y'all: un pronombre de segunda persona del plural; un apócope de "you all".
- Yep: Sí. (En inglés normativo es "Yes").
- Nuther: Otro. (En inglés normativo es "another").